# Saugeais
Ne doit pas être confondu avec méandre du Saugey.
Le Saugeais est une micronation composée de onze communes situées dans le Haut-Doubs en France (Montbenoît, Gilley, La Longeville, Ville-du-Pont, La Chaux, Montflovin, Hauterive-la-Fresse, Les Alliés, Maison-du-Bois-Lièvremont, Arçon, Bugny) et réunies en une « république héréditaire » (jusqu'en 2022) baptisée République libre du Saugeais. Montbenoît est la capitale de ce territoire d'une superficie de cent vingt-huit kilomètres carrés.
C'est une micronation née d'une blague, en 1947, entre le préfet du Doubs de l'époque Louis Ottaviani, de passage à Montbenoît, et Georges Pourchet, alors hôtelier-restaurateur à l'auberge de l'Abbaye.

## Histoire

### Origines

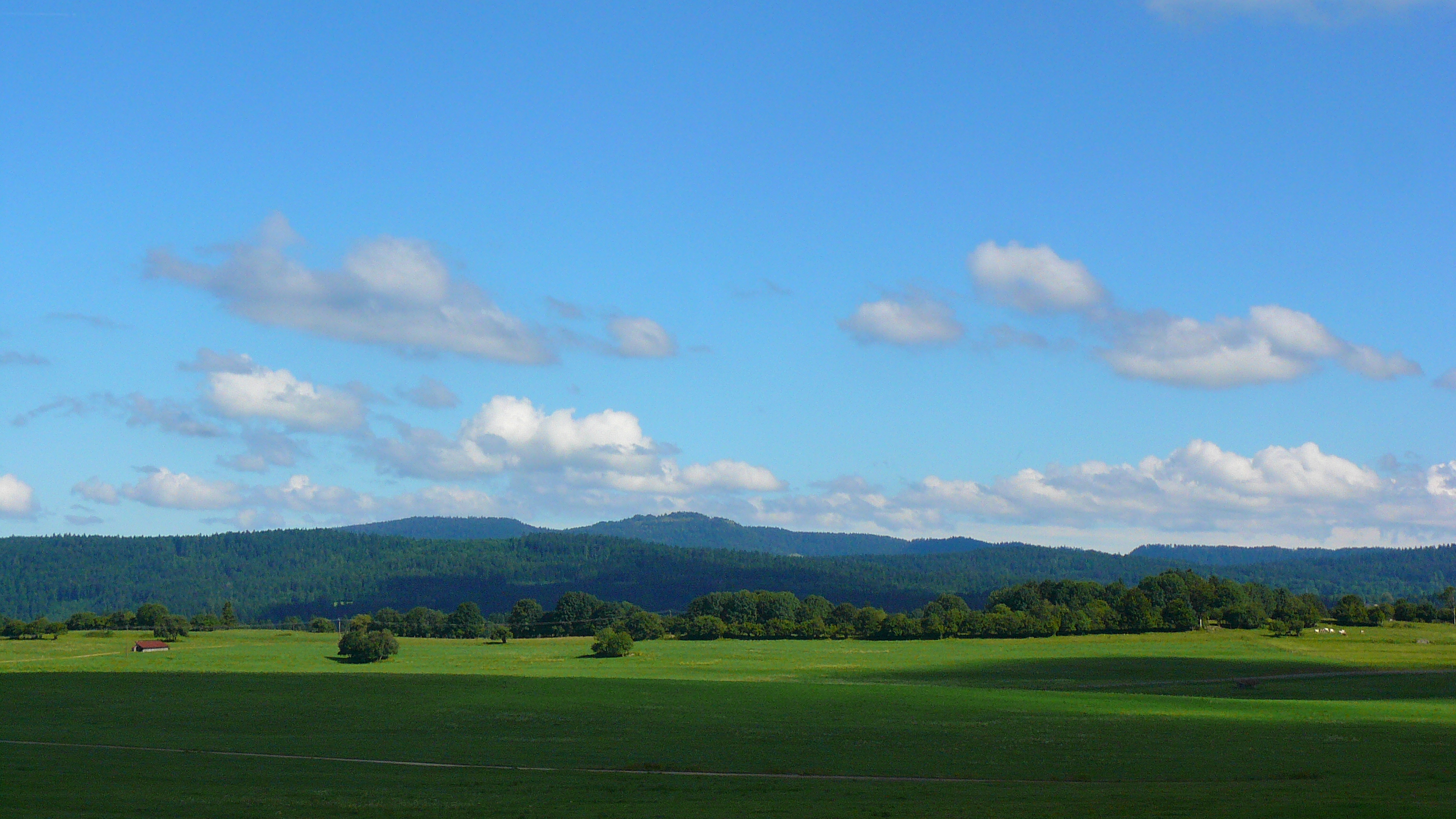
Paysage Estival du Saugeais.

Vers l'an mil, le Val saugeais était un pays sauvage et désert comme une grande partie des monts du Jura. Un ermite du nom de Benoît s'y serait installé au XIe siècle,. Par la suite, le sire de Joux donnera ce territoire à des chanoines réguliers de Saint-Augustin venus de Saint-Maurice-en-Valais, vivant sous la règle de saint Augustin, et dépendant de Saint-Maurice d'Agaune. Le premier prieur cité dans les textes de Narduin en 1130. Les limites du territoire sont fixées dans la charte de Henri Ier de Joux en 1228. Le Coutumier du Val du Saugeais en 1458 recense les lois et règles en vigueur dans le territoire,. L'abbaye fut construite en plusieurs étapes. Afin de racheter des fautes, Landry, seigneur de Joux, fait don de cette terre inculte recouverte de forêts à Humbert de Scey, archevêque de Besançon. Ce dernier fait appel aux chanoines de Saint-Maurice d'Agaune (Suisse), ainsi qu’à des Savoyards pour la défricher et construire l’abbaye de Montbenoît.
Organisée par un ermite nommé Benoît, venu se retirer depuis la fin du siècle précédent en « une solitude dans les neiges et parmi les ours », la communauté religieuse de l'abbaye exerce le pouvoir seigneurial sur cette terre jusqu'à la Révolution et contribue largement à la mise en valeur de cette portion de la Vallée du Doubs.
D'origines diverses, les colons apportent avec eux leur patois et leurs traditions. Quant à l'abbaye, elle se trouve être aujourd'hui le seul ensemble religieux médiéval ainsi conservé dans le département du Doubs. Le cloître date des XIIe et XVe siècles. L’église comporte vingt-six stalles en bois sculpté, particulièrement expressives (têtes, figures) ainsi qu'une ancienne cuisine voûtée à four.
Les autres traces migratoires sur cette terre remontent à 1348 et 1349, au temps de la grande peste noire, avec notamment l'arrivée d'un Chaboz (Chabod) à la ferme de « Chez la graine », qui d'après un mythe repris dans l'hymne, donnera naissance à toute une lignée de Saugeais (Chabod, Bole-Richard, Bolle-Reddat, etc.)
Le parler sauget, dont l'usage était encore courant vers 1900 mais qui s'est depuis perdu (quelques dernières personnes âgées en connaissent des bribes), diffère des autres patois locaux. Ses racines trouvent leurs origines chez les premiers colons venant du canton des Grisons et des Savoyards qui accompagnaient les chanoines réguliers de Saint-Augustin.

### La République

Carte de la république du Saugeais

En 1947, le préfet du Doubs, Louis Ottaviani, de passage à Montbenoît, déjeune à l'hôtel de l'Abbaye, dont le patron est Georges Pourchet. Lorsque le préfet entre à l'hôtel, le propriétaire lui demande sur le ton de la plaisanterie s'il a un laissez-passer pour venir en la République du Saugeais. Surpris, le préfet lui demande : « Monsieur Pourchet, expliquez-moi cela. » Après les explications, le préfet lui déclare, plaisantant lui aussi : « À une république, il faut un président. Eh bien, je vous nomme président de la République libre du Saugeais. » Georges Pourchet décide alors de prendre ce titre en charge,,.
Martial Jeantet, curé de Montbenoît de 1964 à 1982, participe lui aussi à réactiver le folklore de cette communauté. En effet, ce passionné d'architecture trouve les fonds nécessaires à la rénovation de l'abbaye. La dynamique initiée par ces travaux voit réapparaître un courant folklorique régional de plus en plus important.
Après la mort de Georges Pourchet en 1968, la République reste quatre ans sans président. En 1972, alors que sa veuve Gabrielle Pourchet organise un repas de kermesse au bénéfice de la restauration de l'abbaye, elle est élue présidente à vie. Elle tente alors de structurer la République par la nomination d'ambassadeurs, la frappe de monnaie ou la création d'un passeport.
Il existe un hymne saugeais, composé en 1910 sur une musique de Théodore Botrel, le barde breton, par le chanoine Joseph Bobillier, né à Montbenoît. En outre, un timbre-poste français de 2,50 francs, incluant les symboles du Saugeais (blason médiéval, abbaye de Montbenoît, rivière), est émis en 1987.
En 1999, le sous-préfet de l'arrondissement de Pontarlier, Jean-Luc Fabre, s'offusque d'un contrôle. Ayant « tourné les talons », il rédige une note mettant en cause un fonctionnement « incompatible avec les principes qui s'imposent aux dépositaires de l’autorité publique. » Il présente toutefois ses excuses avant d'être muté.
En 2006, pour succéder à sa mère disparue l'année précédente, Georgette Bertin-Pourchet est élue par trente grands électeurs « cooptés au prorata du nombre d'habitants » des 11 communes.
En 2022, afin de succéder à Georgette Bertin-Porchet dont il a été le Premier ministre, Simon Marguet est élu président de la République libre du Saugeais. Il est le premier président à ne pas être issu de la famille Pourchet.

### Présidents
| Période | Période  | Identité                  | Étiquette | Qualité                            |
| ------- | -------- | ------------------------- | --------- | ---------------------------------- |
| 1947    | 1968     | Georges Pourchet          | -         | Président fondateur (1901 - 1968)  |
| 1968    | 1972     | (poste vacant)            | -         | -                                  |
| 1972    | 2005     | Gabrielle Pourchet        | -         | Épouse du précédent (1906 - 2005)  |
| 2006    | 2022     | Georgette Bertin-Pourchet | -         | Fille des précédents (née en 1934) |
| 2022    | En cours | Simon Marguet             | -         | Premier ministre de la précédente, |

## Télé Saugeais
Née en septembre 1978 autour d'une équipe de bénévoles, Télé Saugeais a mis en place un réseau de cinéma itinérant complété par la diffusion d'un magazine vidéo d'informations locales. En 1988, l'association mène une expérience de télé locale hertzienne sur le Haut-Doubs, produite en direct de l'abbaye de Montbenoît. C'est l'époque de la production des Montagnons (12 × 13 minutes).
Puis, de 1989 à 1995, Télé Saugeais occupe durant quinze minutes chaque mois le réseau de France 3 Bourgogne-Franche-Comté en diffusant La vie des Hauts. Les cinquante magazines ainsi réalisés traitent de la ruralité et témoignent des activités économiques, culturelles et sociales de cette région.
Cet ensemble de documentaires a reçu le Coq d'or du meilleur magazine au festival des Médias locaux en 1991.
Télé Saugeais a également développé une production indépendante diffusée sur les antennes régionales et nationales.

## Manifestation annuelle:les 24 heures de Montbenoît
Les 24 heures de Montbenoît sont une compétition sportive organisée autour de diverses activités : « Saugeathlon », randonnée VTT, prix cycliste, duathlon des jeunes. Ce rendez-vous hivernal prisé met en valeur les paysages du canton, bien adaptés à la pratique des sports organisés.
En 1985, un autorail spécial 24 heures a circulé sur la ligne Pontarlier-Gilley (déclassée dans les années 2000 et transformée en voie verte sous le nom de « chemin du train »).
Cette manifestation réunit chaque année, sauf exception (absence de neige), près d’un millier de sportifs et plusieurs milliers spectateurs. Plus de 300 bénévoles se trouvent impliqués dans son organisation.
Variante locale du triathlon, le Saugeathlon nécessite de faire ses preuves dans trois disciplines : un parcours de 4,5 km de descente en kayak sur le Doubs, une course à pied sur 9 km autour de Lièvremont, et enfin un circuit dénivelé à VTT de 12 km pour les femmes et 24 km pour les hommes.
D'autres épreuves ont lieu le deuxième jour, telles des randonnées pédestre et VTT.

## Territoire

Communes de la république du Saugeais.

En 1228, Henri Ier de Joux éprouva le besoin d'expliciter, dans une charte, le contenu de la donation primitive et définit un territoire bien délimité.
Dans son « Mémoire sur l'abbaye de Montbenoît et sur les Carrondelet », daté de 1868, le Président Clerc consacre une annexe aux limites du Val du Sauget. On peut y lire :
« Le donateur primitif Landry avait abandonné aux religieux tous ses droits et domaines, depuis la combe de la première oie, jusqu'à la fontaine de Chadegestir et, de l'autre côté du Doubs, depuis la limite ci-dessus jusqu'à la fontaine Ronde, et depuis le sommet du mont d'Ars jusqu'au sommet du mont de Spay. »
De nos jours, la République regroupe onze des seize communes du canton de Montbenoît :
- Arçon ;
- Bugny ;
- Gilley (capitale économique) ;
- Hauterive-la-Fresse ;
- La Chaux ;
- La Longeville ;
- Les Alliés ;
- Maisons-du-Bois-Lièvremont ;
- Montbenoît (capitale politique) ;
- Montflovin ;
- Ville-du-Pont.

## Personnalités
- Florence Baverel-Robert (1974-), championne olympique de biathlon.
- Jean-Claude Bolle-Reddat (1949-), acteur.
- Jean Pourchet (1925-2010), homme politique.

## Symboles

### Le drapeau
Le Saugeais a adopté son drapeau en 1981 ; il présente trois bandes verticales d'égale largeur, noir, rouge et or, chargé au centre du blason du Saugeais.

### Le blason
En 1972, Yves Dornier, journaliste à L'Est républicain, s’adresse à son amie Gabrielle Pourchet, fraîchement désignée présidente de la République du Saugeais. Il lui propose de remettre un diplôme et une médaille de citoyen d’honneur aux personnes qui ont œuvré pour l’abbaye.
En 1973, pour illustrer ce diplôme et cette médaille, Yves Dornier contacte Henry de Saint-Ferjeux, colonel féru d’héraldique.
Quelques blasons sont proposés à Gabrielle Pourchet en présence de Martial Jeantet, ancien curé-chapelain, restaurateur de l’abbaye.
Ils choisissent un blason composé d'une crosse d'évêque et d'un heaume de chevalier, qui rappellent l'histoire du lieu ; le sapin et la rivière résument le paysage de la République.
Lecture et symbolisme du blason

Le blason

Parti au un d’azur à la montagne de trois coupeaux d’argent sommé d’un pin de même.
- ciel bleu profond de l’hiver : émail azur du champ ;
- moyenne montagne : trois coupeaux ;
- sapin couvert de neige : argent.

Au deux de sinople à une rivière d’argent ondée en fasce.
- vert des forêts et des champs : émail sinople du champ ;
- le Doubs, rivière ondée et brillante au soleil : argent.

En chef de gueules chargé d’une crosse abbatiale d’or et d’un heaume d’argent.
- abbaye, centre spirituel, intellectuel et historique du Sauget ; marque d’abbé régulier, chef du monastère, autorisée par le pape Benoît XII en 1337 : crosse d’or ;
- Landri, seigneur de Joux, cède Montbenoît vers 1100 au groupe de religieux qui y vivent : heaume argenté.

En fait, le blason est unanimement représenté non avec une crosse mais avec uniquement sa tête (le crosseton), la rivière n'est jamais représentée avec des "flots" et donc ne constitue pas une rivière héraldique et le « pin » est plutôt un sapin. Le blasonnement de l'image habituelle (correspondant au dessin ci-contre) est plutôt celui-ci : Parti, au un) d’azur à une montagne de trois coupeaux d’argent sommé d’un sapin de même; au deux) de sinople à la fasce ondée d’argent; au chef de gueules chargé d’une crosse d’or mouvante du trait du chef et d’un heaume d’argent taré de profil.

### La langue
Le Saugeais parle sa propre langue, le parler sauget, qui est en fait le parler francoprovençal local. Ce parler, relativement proche du français puisqu'il s'agit d'une langue romane, n'en est pas moins difficile à comprendre pour les non-initiés.
Au sein de l'aire linguistique du francoprovençal, le sauget se distingue par un certain nombre de particularités : 
- rhotacisme du -n- intervocalique en -r- : mainterant pour maintenant, terir (t'ri') pour tenir, veru (v'ru) pour venu, lerá (l'ra) pour lená ou luna en francoprovençal, c'est-à-dire lune en français, etc. etc. ;
- comme dans d'autres parlers francoprovençaux, CH est prononcé TS et J est prononcé DZ (cette remarque vaut aussi pour G devant E et I).
- O est fréquemment prononcé ou sauf en position accentuée ou il est prononcé plutôt eu : mot est prononcé mout, parola est prononcé pareula, jorn est prononcé dzeur et jornal dzournâ etc. Cette remarque ne vaut cependant pas toujours, ainsi fort se prononce fau(r) ;
- article masculin singulier lo prononcé lou
- article pluriel unique les ;
- l'article indéfini féminin est souvent réduit en 'na au lieu de una ;
- terminaison du masculin -o et -os prononcées -ou et -ous : nôtro maîtro est prononcé nôtrou maîtrou
- réduction du groupe de consonnes VR en R : Lîramont ou Léramont pour Lièvremont, chîra (tsîra) pour chièvra (chèvre).
- devant R, A peut prendre une intonation à la limite entre A et È : gargota (la gorge) est prononcé gairgueuta etc. Ceci vaut pour la terminaison -ar des verbes du premier groupe, bien que, comme dans la plupart des parlers francoprovençaux, l'R final ne s'y prononce plus : chantar est prononcé tsantai, volar se dit voulai.

Au niveau de la conjugaison, le sauget présente, par rapport à d'autres parlers francoprovençaux, de formes plutôt conservatrices :
- le pronom ils est resté sous la même forme qu'en ancien francoprovençal (ou qu'en ancien français), c'est-à-dire sans -s final : il sont, il ant (ils ont) etc. ; il se réduit fréquemment à l’ devant une voyelle (l'ant pour ils ont)
- l'imparfait du verbe être est : j'éro (dz'érou), t'éres, il ére (l'ére), nos èrams (nouz èran), vos èraz (vouz èrâ), il érant (l'érant)

### Autres supports symboliques
En plus de son hymne, le Saugeais possède ses timbres (dont un timbre-poste officiel émis par La Poste et valable partout en France, Yvert n° 2495) et sa monnaie, inutilisable mais appréciée des collectionneurs.